# Public History
Der Begriff Public History (deutsch: öffentliche Geschichte) bezeichnet ein breites Spektrum von Arbeitsfeldern im Bereich der angewandten Geschichtswissenschaft, die sich überwiegend außerhalb des akademischen Umfelds mit Geschichte befassen.
Dazu gehören die Bereiche Erinnerungskultur, Denkmalpflege, Gedenkstättenarbeit, das Archivwesen, Oral History und das Museumswesen.
Der Begriff kam in den späten 1970er Jahren in den USA und Kanada auf. Im deutschen Sprachraum werden diese Arbeitsfelder weitgehend noch getrennt behandelt.
Public History befasst sich mit Geschichte in der Öffentlichkeit, für die Öffentlichkeit und mit der Öffentlichkeit. Im deutschsprachigen Raum wird sich der Public History seit den 2000er Jahren sowohl als Forschungsgegenstand als auch als selbstständige Fachdisziplin angenähert. Dies geschieht auf einer analytischen wie auf einer praktischen Ebene. 

## Definition
Public History ist schwer zu definieren, weil es eine breite Palette von Aktivitäten umfasst. Doch können vier Charakteristika benannt werden:
- die Anwendung historischer Methoden
- die Konzentration auf einen öffentlichen Nutzen, der über reine Aufbewahrung von Dokumenten  und die akademische Bearbeitung des Feldes hinausgeht
- kritische Analyse von Angeboten der Public History in der Geschichtskultur
- der Schwerpunkt, der auf berufliche Ausbildung und Praxis gelegt wird.

Der US-amerikanische National Council on Public History hat das 1989 so formuliert: Public History diene dazu, „to promote the utility of history in society through professional practice“, d. h. dazu, „den sozialen Nutzen der Geschichte durch professionelle Praxis zu fördern“. Eine besondere Herausforderung besteht im Bereich der Auftragstätigkeiten außerhalb des universitären Feldes, weshalb Diskussionen um Ethikkodizes für die Public History stärker als in anderen Feldern der Geschichtswissenschaft geführt werden.
Eine weitere Definition bieten Martin Lücke und Irmgard Zündorf: „Public History wird sowohl als jede Form der öffentlichen Geschichtsdarstellung verstanden, die sich an eine breite, nicht geschichtswissenschaftliche Öffentlichkeit richtet, als auch als eine Teildisziplin der Geschichtswissenschaft, die sich der Erforschung von Geschichtspräsentationen widmet.“ Untersuchungsgegenstand der Public History ist demnach jede Form der öffentlichen Darstellung und Inszenierung von Vergangenheit. Untersucht wird, was für wen, wie, mit welcher Bedeutung und für welchen Zweck als Geschichte kommuniziert wird.

## Methodische Zugänge
Als vergleichsweise junge Disziplin hat die Public History noch keine eigenen methodischen Zugänge hervorgebracht, sondern bedient sich verschiedener Ansätze aus der Geschichtswissenschaft, der Kulturwissenschaft, der Geschichtsdidaktik und Geschichtskultur. Der Ansatz der Public History ist interdisziplinär. Methodische Zugänge sind die Oral History, die Visual History, die Sound History, die Materielle Kultur sowie das Anwendungsfeld der Living History.

## Arbeitsfelder
Auf praktischer Ebene befasst sich Public History damit, Geschichte einer breiten Öffentlichkeit außerhalb von Universität und Schule zugänglich zu machen. Anwendungsorientiert arbeitende Public Historians befassen sich mit Kommunikation und Vermittlung von Geschichte. Diese findet sowohl in Institutionen wie Museen, Gedenkstätten und Archiven statt als auch im Bereich der Denkmalpflege sowie in populärkulturellen Geschichtsprodukte wie Büchern, Podcasts, Filmen, Social Media etc.

## Studienfach
Das Studienfach Public History ist an Universitäten in der Bundesrepublik Deutschland und der Schweiz in der Masterphase in verschiedenen Formaten studierbar. An den Universitäten Hamburg, Heidelberg und Köln wird Public History als Studienschwerpunkt oder Studienrichtung in geschichtswissenschaftlichen Masterstudiengängen angeboten. Für einen konsekutiven Masterstudiengang Public History können sich Studierende seit 2008 an der Freien Universität Berlin, seit 2015 an der Universität zu Köln, seit 2017 an der Ruhr-Universität Bochum und seit 2024 an der Universität Bremen einschreiben. Weitere Masterprogramme im Bereich der Public History sind der als Joint-Master an verschiedenen Schweizer Hochschulen mit dem Leading House Pädagogische Hochschule Luzern angebotene Masterstudiengang „Geschichtsdidaktik und öffentliche Geschichtsvermittlung“ und der ab dem Wintersemester 2018 / 2019 an der Universität Regensburg eingerichtete Masterstudiengang Public History und Kulturvermittlung.
Der Gegenstand des Studienganges wird auf der Homepage des Fachbereichs Geschichts – und Kulturwissenschaft der FU Berlin wie folgt beschrieben:
Er (der Studiengang) geht von fachwissenschaftlichen Fragen aus, berücksichtigt jedoch stärker als bisher ästhetische, politische und kommerzielle Dimensionen der Auseinandersetzung mit Geschichte.
Dieses in der Bundesrepublik Deutschland und in der Schweiz neu konstruierte Fach, das seine Ursprünge im US-amerikanischen Universitätssystem hat, besteht inhaltlich aus einer Mischung von Museumspädagogik, Geschichtsdidaktik, „öffentlicher Geschichtspräsentation“, Kulturmanagement und Öffentlichkeitsarbeit, Vermittlung von Medienkompetenzen, einem geringen fachwissenschaftlichen Anteil in der Vermittlung und dem Studium der Neueren Geschichte bzw. Zeitgeschichte.
Die Universität Heidelberg bewirbt den angebotenen Masterstudiengang mit der Zeile „Public History“ als Demokratiewissenschaft.
Ein Masterabschluss (Master of Arts) kann in der Bundesrepublik Deutschland und in der Schweiz nach Absolvierung eines viersemestrigen 1-Fachmaster-Studiums erlangt werden. Das Spektrum der studierten Fächer ist dabei sehr eng gefasst. An einigen Universitäten – so in Köln – haben Studierende die Möglichkeit, ein zweites Fach aus dem geistes- und gesellschaftswissenschaftlichen Fächerkanon auszuwählen, um wichtige fachliche Kompetenzen hinsichtlich der Quellenarbeit und des notwendigen Sprachenerwerbs zu erlangen.
Dieses weniger auf klassischen geschichtswissenschaftlichen Methoden basierende Fach, das Absolventen für die Tätigkeit in Medien, Verlagen, Museen, Gedenkstätten, Verbänden, Stiftungen und Unternehmen ausbilden soll, ist an einer Fachhochschule, als Aufbaustudium nach einem fünfjährigen grundständigen fachwissenschaftlichen Studium mit Masterabschluss oder im hilfswissenschaftlichen Bereich innerhalb der klassischen Historikerausbildung anzusiedeln. Während des Workshops Public History in Studium und Ausbildung, der im März 2015 an Universität Hamburg stattfand, wurde bereits auf diese Problematik hingewiesen (vgl. den Bericht zum o. g. Workshop).
Der Joint-Master in der Schweiz – ein Angebot der Pädagogischen Hochschule Luzern und der Universität Freiburg zusammen mit den Universitäten Luzern und Basel sowie den Pädagogischen Hochschulen der FHNW, St. Gallen und der Waadt – umfasst drei Studiengebiete: Geschichtsdidaktik, Geschichts- und Erinnerungskulturen; Geschichtsdidaktische Vermittlungs- und Forschungspraxis; Zeitgeschichte. Er zielt unter anderem auch darauf ab, wissenschaftlichen Nachwuchs für die Pädagogischen Hochschulen auszubilden.
Der Masterstudiengang Public History an der Ruhr-Universität Bochum legt einen besonderen Schwerpunkt auf Praxisphasen, was sich u. a. in einer hohen Präsenz von Akteuren aus den Bereichen der öffentlichen Darstellung und Vermittlung von Geschichte (Museen, Archive, Gedenkstätten, Medienanstalten, Geschichtsbüros, o. ä.) in der Lehre und einem Praxissemester äußert.